# Конденсин

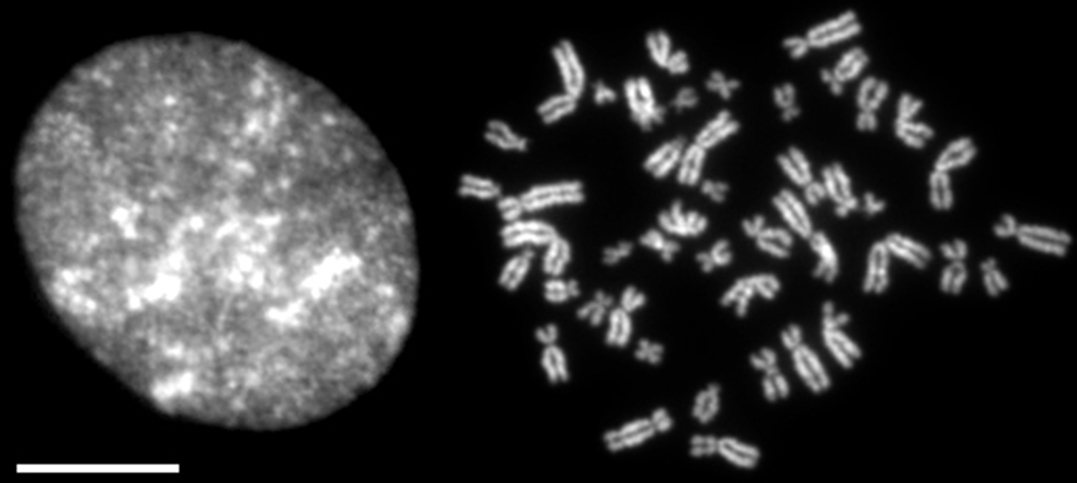
Інтерфазне ядро (зліва) та набір мітотичних хромосом (зправа) з культури людських клітин. Препарат забарвлений ДНК-специфічним флуоресцентним барвником. Конденсація (компактизація) хромосомної ДНК під час мітозу відбувається завдяки конденсину. Шкала — 10 μm.

Конденсин — великий білковий комплекс, який відіграє центральну роль у конденсації та сегрегації хромосом під час мітозу та мейозу.

## Субодиниці

### Евкаріотичні конденсини

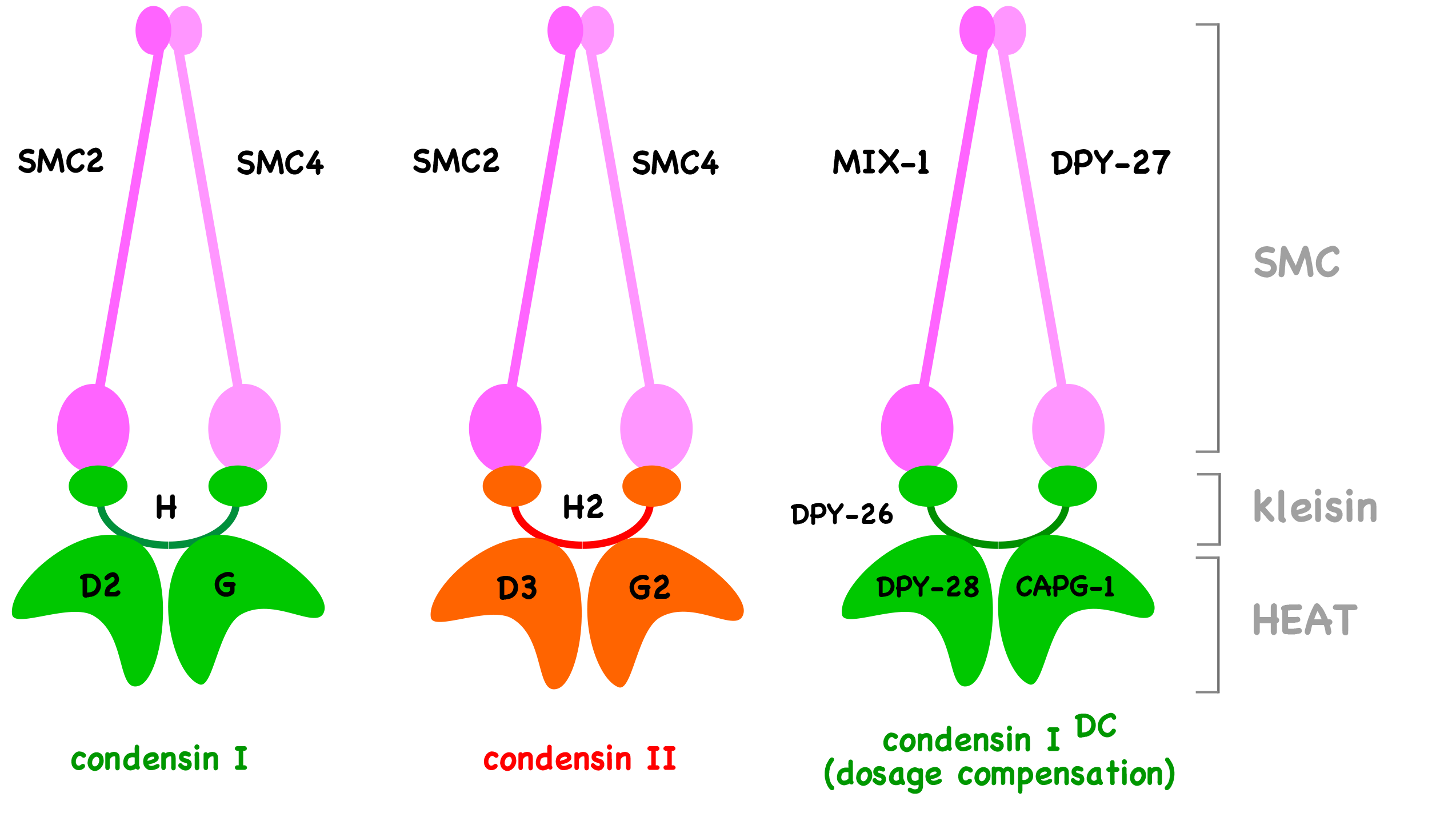
Субодиниці, що входять до складу комплексів конденсину

У багатьох евкаріотичних клітинах комплекси конденсину представлені двома типами: конденсин I та конденсин II, кожен з яких складається з п'яти субодиниць. Конденсини I та II мають однакову пару ключових субодиниць, SMC2 та SMC4, що належать до великої групи хромосомних  АТФаз, відомих як SMC-білки (SMC від Structural Maintenance of Chromosomes). Кожен з комплексів конденсину також містить набір не-SMC-регуляторних субодиниць (клейзин а також пару HEAT-повтор субодиниць[уточнити]). Нематода Caenorhabditis elegans має також третій тип комплексу (схожий на конденсин I) який бере участь у регуляції експресії генів, на рівні хромосом, тобто у дозовій компенсації. В цьому комплексі, відомому як конденсин IDC, аутентична субодиниця SMC4 замінена на її варіант DPY-27.
| Комплекс         | Субодиниця   | Класифікація | S. cerevisiae | S. pombe | C. elegans | D. melanogaster | Хребетні (людина) |
| ---------------- | ------------ | ------------ | ------------- | -------- | ---------- | --------------- | ----------------- |
| конденсин I & II | SMC2         | ATPase       | Smc2          | Cut14    | MIX-1      | DmSmc2          | CAP-E (SMC2)      |
| конденсин I & II | SMC4         | ATPase       | Smc4          | Cut3     | SMC-4      | DmSmc4          | CAP-C (SMC4)      |
| конденсин I      | CAP-D2       | HEAT         | Ycs4          | Cnd1     | DPY-28     | CG1911          | CAP-D2 (NCAPD2)   |
| конденсин I      | CAP-G        | HEAT         | Ycg1          | Cnd3     | CAP-G1     | cap-g           | CAP-G (NCAPG)     |
| конденсин I      | CAP-H        | kleisin      | Brn1          | Cnd2     | DPY-26     | barren          | CAP-H (NCAPH)     |
| конденсин II     | CAP-D3       | HEAT         | -             | -        | HCP-6      | CG31989         | CAP-D3 (NCAPD3)   |
| конденсин II     | CAP-G2       | HEAT         | -             | -        | CAP-G2     | -?              | CAP-G2 (NCAPG2)   |
| конденсин II     | CAP-H2       | kleisin      | -             | -        | KLE-2      | CG14685         | CAP-H2 (NCAPH2)   |
| конденсин IDC    | SMC4 варіант | ATPase       | -             | -        | DPY-27     | -               | -                 |

Структура та функція конденсину I є консервативними від дріжджів до людини, хоча при цьому дріжджі не мають конденсину II. Немає очевидного зв'язку між появою конденсину II та розміром евкаріотичного геному. Наприклад, червона водорость Cyanidioschyzon merolae має обидва конденсини (I та II) хоча її геном малий та співрозмірний з геномом дріжджів.

### Прокаріотичний конденсин
Прокаріоти мають конденсиноподібні комплекси, які також залучені до організації та сегрегації хромосом. Прокаріотичні конденсини можуть бути розділені на дві групи: SMC-ScpAB та MukBEF. Багато бактерій та архей мають SMC-ScpAB, тоді як підгрупа, відома як гамма-протобактерії, мають MukBEF.
| Комплекс  | Субодин. | класифікація | B. subtilis | Caulobacter | E.coli |
| --------- | -------- | ------------ | ----------- | ----------- | ------ |
| SMC-ScpAB | SMC      | ATPase       | SMC/BsSMC   | SMC         | -      |
| SMC-ScpAB | ScpA     | kleisin      | ScpA        | ScpA        | -      |
| SMC-ScpAB | ScpB     | winged-helix | ScpB        | ScpB        | -      |
| MukBEF    | MukB     | ATPase       | -           | -           | MukB   |
| MukBEF    | MukE     | ?            | -           | -           | MukE   |
| MukBEF    | MukF     | kleisin      | -           | -           | MukF   |

## Молекулярні механізми

### Молекулярна активність
Очищений конденсин I створює позитивну суперспіралізацію в дволанцюговій ДНК у АТФ-гідроліз-залежний спосіб. Він також володіє ДНК-стимульованою АТФазною активністю in vitro. Димер SMC2-SMC4 має здатність гібридизувати роз'єднані комплементарні одноланцюгові ДНК. Ця активність не залежить від АТФ.

### Молекулярна структура
Димер SMC-субодиниць має унікальну V-подібну форму. Гомокомплекс конденсину І був візуалізований за допомогою електронної мікроскопії.

## Мітотичні функції

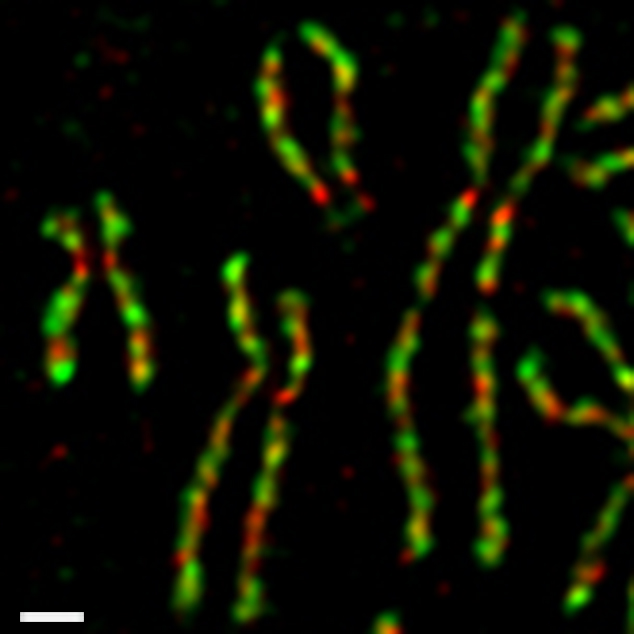
Розподілення конденсину I (зелений) та конденсину II (червоний) в людських метафазних хромосомах. Шкала, 1 μm.

В культурі людських клітин обидва комплекси конденсину протягом клітинного циклу регулюються по-різному. Конденсин II присутній в ядрі клітин під час інтерфази та бере участь у ранніх стадіях конденсації хромосом в профазі. Конденсин I локалізований в цитоплазмі під час інтерфази, і отримує доступ до хромосомної ДНК тільки після розчинення ядерної мембрани в пізній профазі–ранній прометафазі. Під час прометафази та метафази конденсин I та конденсин II беруть участь в утриманні хроматину в сконденсованому стані, при цьому  сестринські хроматиди можна повністю розрізнити. Обидва білка залишаються в цьому ж асоційованому стані коли хроматиди роз*єднуються і розходяться в анафазі. Як мінімум одна субодиниця конденсину I є прямою мішенню циклін-залежної кінази (Cdk).

## Роль в організації інтерфазних хромосом
Дослідження показали що конденсини беруть участь в різноманітних функціях по організації хромосом поза рамками мітозу. В дріжджах конденсин I (єдиний конденсин організму) бере участь у регуляції числа копій повторів рДНК а також в кластеруванні генів тРНК. В Drosophila субодиниці конденсину II беруть участь в дисоціації політенних хромосом та в формуванні хромосомних територій в деяких типах клітин. 

## Споріднені білки
Еукаріотичні клітини мають також два додаткових класи SMC-подібних комплексів. Когезин містить SMC1 та SMC3 та відповідає за когезію сестринських хроматид під час мітозу. Комплекс SMC5/6 містить білки SMC5 та SMC6 та залучений до рекомбінантної репарації ДНК.